# مكراندة جنوبية
المكراندة الجنوبية (الاسم العلمي:Micrandra australis) هي نوع من النباتات تتبع جنس المكراندة من الفصيلة الفربيونية.